# Cirsium iowense
Cirsium iowense là một loài thực vật có hoa trong họ Cúc. Loài này được (Pammel) Fernald mô tả khoa học đầu tiên năm 1908.